# 平定砂货
平定砂货、又称平定砂器、平定砂陶、冠窑，是指中华人民共和国山西省阳泉市平定县生产的砂货，是中国地理标志产品。

## 特点
宋朝时，平定窑的砂货已经很有名气，有阳泉市北的牵牛镇石碑记载。明朝时期，平定窑的砂货与江苏宜兴、福建德化、广东石湾等地齐名；平定砂货与江苏宜兴的紫砂陶同属于炻器。清朝康熙年间，平定砂壶是贡品，称为“龙字壶”。中华人民共和国成立后，平定砂货在北京轻工业展览馆展出，并参加广交会。平定县四周均有丰富优质坩泥与液土，宜于烧制砂货。平定沙货经过和泥、成形、上液、凉干和烧成的五道工序，从窑里取出火红的烧件后，还要经过烟熏工序。2017年11月，平定砂器入选中国地理标志产品。2019年5月，山西省商务厅公示了首批“三晋老字号”名单，其中包括平定县冠窑砂器陶艺有限公司的“冠窑”通过审核进行公示。

## 品种
平定砂货分为细砂、粗砂两种。细砂主要产品有壶、瓢、碗等。粗砂主要产品有砂锅、砂盆等。